# Zrenjanin

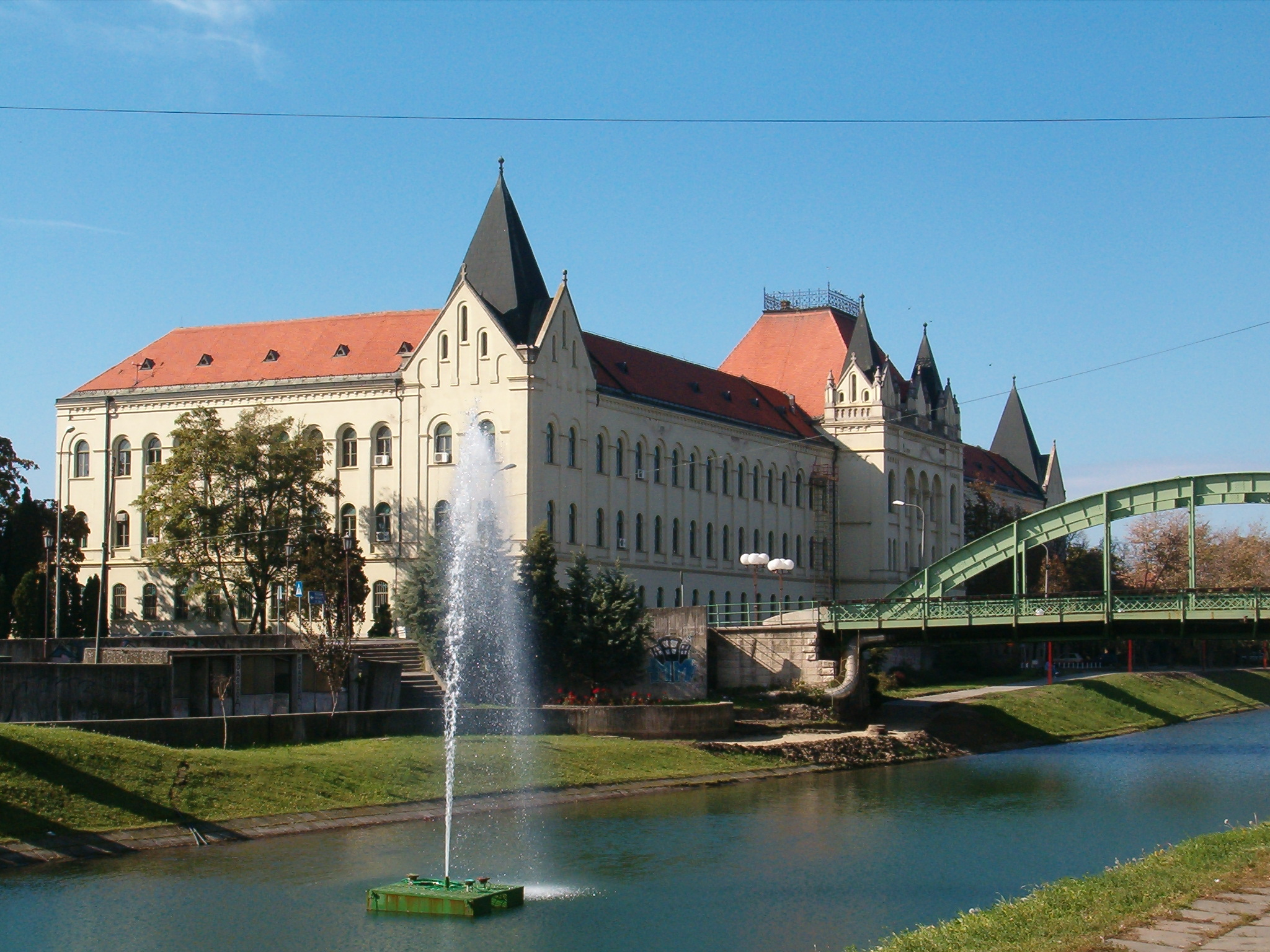
Tòa án

Zrenjanin  (tiếng Serbia:Зрењанин) là một thành phố và khu tự quản ở phía đông tỉnh Serbia Vojvodina. Thành phố Zrenjanin có diện tích km2, dân số là 79.773 người  (theo điều tra dân số Serbia năm 2002) còn dân số khu tự quản là 132.051 người.  Đây là thủ phủ hành chính của quận Trung Banat.

## Khí hậu
| Dữ liệu khí hậu của Zrenjanin (1981–2010, cực độ 1961–2010) | Dữ liệu khí hậu của Zrenjanin (1981–2010, cực độ 1961–2010) | Dữ liệu khí hậu của Zrenjanin (1981–2010, cực độ 1961–2010) | Dữ liệu khí hậu của Zrenjanin (1981–2010, cực độ 1961–2010) | Dữ liệu khí hậu của Zrenjanin (1981–2010, cực độ 1961–2010) | Dữ liệu khí hậu của Zrenjanin (1981–2010, cực độ 1961–2010) | Dữ liệu khí hậu của Zrenjanin (1981–2010, cực độ 1961–2010) | Dữ liệu khí hậu của Zrenjanin (1981–2010, cực độ 1961–2010) | Dữ liệu khí hậu của Zrenjanin (1981–2010, cực độ 1961–2010) | Dữ liệu khí hậu của Zrenjanin (1981–2010, cực độ 1961–2010) | Dữ liệu khí hậu của Zrenjanin (1981–2010, cực độ 1961–2010) | Dữ liệu khí hậu của Zrenjanin (1981–2010, cực độ 1961–2010) | Dữ liệu khí hậu của Zrenjanin (1981–2010, cực độ 1961–2010) | Dữ liệu khí hậu của Zrenjanin (1981–2010, cực độ 1961–2010) |
| Tháng                                                       | 1                                                           | 2                                                           | 3                                                           | 4                                                           | 5                                                           | 6                                                           | 7                                                           | 8                                                           | 9                                                           | 10                                                          | 11                                                          | 12                                                          | Năm                                                         |
| ----------------------------------------------------------- | ----------------------------------------------------------- | ----------------------------------------------------------- | ----------------------------------------------------------- | ----------------------------------------------------------- | ----------------------------------------------------------- | ----------------------------------------------------------- | ----------------------------------------------------------- | ----------------------------------------------------------- | ----------------------------------------------------------- | ----------------------------------------------------------- | ----------------------------------------------------------- | ----------------------------------------------------------- | ----------------------------------------------------------- |
| Cao kỉ lục °C (°F)                                          | 17.7 (63.9)                                                 | 22.5 (72.5)                                                 | 28.6 (83.5)                                                 | 30.1 (86.2)                                                 | 35.2 (95.4)                                                 | 38.0 (100.4)                                                | 42.9 (109.2)                                                | 38.8 (101.8)                                                | 37.7 (99.9)                                                 | 30.0 (86.0)                                                 | 23.9 (75.0)                                                 | 20.5 (68.9)                                                 | 42.9 (109.2)                                                |
| Trung bình ngày tối đa °C (°F)                              | 3.6 (38.5)                                                  | 6.2 (43.2)                                                  | 12.2 (54.0)                                                 | 18.0 (64.4)                                                 | 23.5 (74.3)                                                 | 26.3 (79.3)                                                 | 28.6 (83.5)                                                 | 28.8 (83.8)                                                 | 23.8 (74.8)                                                 | 18.0 (64.4)                                                 | 10.4 (50.7)                                                 | 4.9 (40.8)                                                  | 17.0 (62.6)                                                 |
| Trung bình ngày °C (°F)                                     | 0.1 (32.2)                                                  | 1.6 (34.9)                                                  | 6.4 (43.5)                                                  | 12.0 (53.6)                                                 | 17.4 (63.3)                                                 | 20.3 (68.5)                                                 | 22.2 (72.0)                                                 | 21.8 (71.2)                                                 | 17.1 (62.8)                                                 | 11.9 (53.4)                                                 | 6.0 (42.8)                                                  | 1.4 (34.5)                                                  | 11.5 (52.7)                                                 |
| Tối thiểu trung bình ngày °C (°F)                           | −2.9 (26.8)                                                 | −2.1 (28.2)                                                 | 1.8 (35.2)                                                  | 6.5 (43.7)                                                  | 11.4 (52.5)                                                 | 14.4 (57.9)                                                 | 15.8 (60.4)                                                 | 15.6 (60.1)                                                 | 11.7 (53.1)                                                 | 7.1 (44.8)                                                  | 2.5 (36.5)                                                  | −1.6 (29.1)                                                 | 6.7 (44.1)                                                  |
| Thấp kỉ lục °C (°F)                                         | −27.3 (−17.1)                                               | −21.9 (−7.4)                                                | −17.6 (0.3)                                                 | −6.7 (19.9)                                                 | −0.5 (31.1)                                                 | 2.0 (35.6)                                                  | 5.4 (41.7)                                                  | 5.4 (41.7)                                                  | −3.0 (26.6)                                                 | −8.6 (16.5)                                                 | −13.2 (8.2)                                                 | −23.1 (−9.6)                                                | −27.3 (−17.1)                                               |
| Lượng Giáng thủy trung bình mm (inches)                     | 35.9 (1.41)                                                 | 30.0 (1.18)                                                 | 37.2 (1.46)                                                 | 43.2 (1.70)                                                 | 55.4 (2.18)                                                 | 88.8 (3.50)                                                 | 60.0 (2.36)                                                 | 45.4 (1.79)                                                 | 50.2 (1.98)                                                 | 43.9 (1.73)                                                 | 47.8 (1.88)                                                 | 45.3 (1.78)                                                 | 583.2 (22.96)                                               |
| Số ngày giáng thủy trung bình (≥ 0.1 mm)                    | 12                                                          | 10                                                          | 10                                                          | 11                                                          | 12                                                          | 12                                                          | 9                                                           | 8                                                           | 10                                                          | 8                                                           | 11                                                          | 13                                                          | 127                                                         |
| Độ ẩm tương đối trung bình (%)                              | 85                                                          | 78                                                          | 70                                                          | 66                                                          | 65                                                          | 67                                                          | 66                                                          | 66                                                          | 71                                                          | 74                                                          | 81                                                          | 86                                                          | 73                                                          |
| Số giờ nắng trung bình tháng                                | 67.4                                                        | 101.7                                                       | 152.6                                                       | 189.4                                                       | 240.7                                                       | 262.1                                                       | 291.5                                                       | 278.0                                                       | 205.7                                                       | 161.8                                                       | 92.5                                                        | 58.3                                                        | 2.101,4                                                     |
| Nguồn: Republic Hydrometeorological Service of Serbia       |                                                             |                                                             |                                                             |                                                             |                                                             |                                                             |                                                             |                                                             |                                                             |                                                             |                                                             |                                                             |                                                             |